# Филиповац
Филиповац је насељено место у саставу града Липика, у западној Славонији, Република Хрватска.

## Историја
До нове територијалне организације у Хрватској, налазило се у саставу бивше велике општине Пакрац.

## Становништво
На попису становништва 2011. године, Филиповац је имао 373 становника.

## Попис1991.
На попису становништва 1991. године, насељено место Филиповац је имало 493 становника, следећег националног састава:
| Попис 1991.‍  | Попис 1991.‍  | Попис 1991.‍ | Попис 1991.‍ | Попис 1991.‍ |
| ------------ | ------------ | ----------- | ----------- | ----------- |
|              |              |             |             |             |
| Хрвати       | Хрвати       |             | 283         | 57,40%      |
| Италијани    | Италијани    |             | 75          | 15,21%      |
| Срби         | Срби         |             | 50          | 10,14%      |
| Југословени  | Југословени  |             | 32          | 6,49%       |
| Чеси         | Чеси         |             | 25          | 5,07%       |
| Мађари       | Мађари       |             | 9           | 1,82%       |
| Немци        | Немци        |             | 1           | 0,20%       |
| Словаци      | Словаци      |             | 1           | 0,20%       |
| неопредељени | неопредељени |             | 12          | 2,43%       |
| непознато    | непознато    |             | 5           | 1,01%       |
| укупно: 493  |              |             |             |             |